# Филип Янев
Филип Янев е български гимнастик и треньор. Участник в Олимпийските игри през 2004 г. в Атина (Гърция), където се класира пети на прескок. Треньор на Валентина Георгиева, Памела Георгиева и др.

## Биография
Роден е на 10 март 1982 г. в София. Състезател на ЦСКА. Тренира при Владимир Янев.

## Постижения
- През 2000 г. става европейски шампион при юноши в Бремен, Германия.
- През 2001 г. 3-то място на прескок на Световната купа в Париж, Франция.
- През 2001 г. 3-то място на земя на Световната купа в Котбус, Германия.
- През 2002 г. печели сребърен медал на прескок на Европейското първенство в Дебрецен, Унгария.
- През 2004 г., 5-о място на прескок на Летните олимпийски игри в Атина.[1]
- През 2004 г. печели златен медал на прескок на международния турнир по спортна гимнастика „Ла Серена“ в Чили.
- През 2004 г. 1-во място на прескок на Световната купа в Глазгоу, Шотландия.
- През 2004 г. 3-то място, финал на Световната купа на прескок в Бирмингам, Великобритания.
- През 2005 г. 6-о място на Световното първенство в Мелбърн, Австралия.
- През 2005 г. 2-ро място на прескок на Световната купа в Марибор, Словения.